# North Saanich
North Saanich es una localidad y municipio de la Columbia Británica ubicado en la península de Saanich de la isla de Vancouver. Forma parte del distrito regional de la Capital así como de la región del Gran Victoria, región metropolitana que comprende las localidades de Saanichton y Brentwood Bay.
El municipio acoge el Aeropuerto Internacional de Victoria, así como la terminal de ferry de Swartz Bay. North Saanich está conectado con Victoria por la carretera 17. A pesar de la presencia del aeropuerto y de la terminal de ferry, North Saanich sigue siendo en gran parte un enclave rural, a pesar de sus costas, que son más residenciales.

## Historia
La municipalidad fue fundada una primera vez en 1905, pero se disolvió en 1911 debido a la escasez de población. Fue nuevamente creada en 1965, con sus límites actuales.

## Población
- 11 249 (censo de 2016)[2]
- 11 089 (censo de 2011)
- 10 823 (censo de 2006)[3]
- 10 436 (censo de 2001)